# Piotr Rzymski
Piotr Krzysztof Rzymski — polski biolog medyczny i środowiskowy, dr hab. nauk medycznych, popularyzator nauki.

## Życiorys
W 2009 ukończył studia ochrony środowiska na Uniwersytecie im. Adama Mickiewicza, 9 stycznia 2013 obronił pracę doktorską Ocena toksyczności metali ciężkich i ich bioremediacji w komórkach Microcystis aeruginosa HUB 5-3, 18 stycznia 2017 habilitował się na podstawie pracy zatytułowanej Bioakumulacja metali w tkankach układu reprodukcyjnego oraz wybrane czynniki mające potencjalnie na nią wpływ.
Jest zatrudniony na stanowisku profesora w Zakładzie Medycyny Środowiskowej na Wydziale Medycznym Uniwersytetu Medycznego im. Karola Marcinkowskiego w Poznaniu.
Autor kilkuset publikacji naukowych z zakresu biologii środowiskowej, toksykologii, biologii medycznej, epidemiologii i medycyny klinicznej. Współautor kilkudziesięciu publikacji naukowych poświęconych tematyce pandemii COVID-19. Członek rady programowej inicjatywy Nauka przeciw Pandemii. Od 2023 r. członek Zespołu do spraw monitorowania i oceny sytuacji dotyczącej zagrożeń związanych z chorobami zakaźnymi, działającego przy Ministerstwie Zdrowia. Dyrektor naukowy międzynarodowej sieci naukowej Universal Scientific Education and Research Network (USERN) w Polsce. Od 2020 r. klasyfikowany w rankingu 2% najlepiej cytowanych naukowców na świecie opracowywanym przez Uniwersytet Stanforda i wydawnictwo Elsevier. Od 2016 Sekretarz Polskiego Towarzystwa Limnologicznego. Publicysta Tygodnika Polityka. W 2021 r. został pierwszym laureatem Nagrody Naukowej Samorządu Województwa Wielkopolskiego. Nagrodzony tytułem Lider Roku 2021 w Ochronie Zdrowia w kategorii Zdrowie Publiczne. Zdobywca Nagrody Głównej w konkursie Popularyzator Nauki. 